# Swiss Open Gstaad 1994
Lo Swiss Open Gstaad 1994 è stato un torneo di tennis giocato sulla terra rossa.
È la 80ª edizione dell'Swiss Open,che fa parte della categoria World Series nell'ambito dell'ATP Tour 1994.
Si è giocato al Roy Emerson Arena di Gstaad in Svizzera, dal 4 all'11 luglio 1994.

## Campioni

### Singolare
Sergi Bruguera ha battuto in finale  Guy Forget con il punteggio di 3–6, 7–5, 6–2, 6–1

### Doppio
Sergio Casal /  Emilio Sánchez hanno battuto in finale  Menno Oosting /  Daniel Vacek con il punteggio di 7–6, 6–4